# Nicolas M. Salgo
Nicolas M. Salgo (geboren am 17. August 1914 in Budapest als Miklós Salgó; gestorben am 26. Februar 2005 in Bal Harbour, Florida) war ein amerikanischer Unternehmer und Botschafter ungarischer Abstammung.

## Leben
Nicolas Salgo wurde als Sohn eines Rechtsanwaltes geboren. Er studierte an der Universität von Budapest und machte 1937 seine Abschlüsse in Jura und Philosophie. Bereits während dieser Zeit arbeitete er für Manfred Weiss Co. in Budapest. Nachdem Abschluss des Studiums war er von 1938 bis 1939 für das Unternehmen in Genf als Exportmanager tätig. Danach war er bis 1948 am Genfer Unternehmen Salvaj & Cie beteiligt. 1948 wanderte er in die Vereinigten Staaten aus. In New York war weiterhin für Salvaj & Cie. tätig und gründete die Unternehmen Indeco Corporation und Goal Credit Corporation. 1950 wurde er Vizepräsident beim Bauunternehmen Webb & Knapp von William Zeckendorf. Dort traf er mit I. M. Pei zusammen, mit dem er später die Welt mehrmals bereiste. Diese Position hatte er bis 1957 inne. Zur gleichen Zeit war er von 1954 bis 1960 Präsident und Chief Executive Officer der Norbute Corporation. 1959 gründete er sein eigenes Beratungsunternehmen Nicolas Salgo and Co. Im gleichen Jahr wurde die Salgo-Noren-Foundation ins Leben gerufen. Diese Stiftung verleiht unter anderem einen Preis für ausgezeichnetes Lehren an amerikanischen Hochschulen und bietet verschiedene Austausch-Stipendien an.
1960 übernahm er die Leitung der früheren Zuckerrohrunternehmen Punta Alegre Sugar Corporation, das er mit 30 % des Aktienbesitzes kontrollierte. Das durch die kubanische Revolution besitzlose Unternehmen war auf Grund der Verlustvorschreibungen ein idealer Fusionspartner. Salgo gelang es die Eigentümer der Bangor and Aroostook Railroad 1960 von der Gründung einer Holdinggesellschaft zu überzeugen. Er übernahm die Position eines Director of Corporate Expansion in diesem als Bangor and Aroostook Corporation bezeichneten Unternehmen. 1964 fusionierte diese Holdinggesellschaft dann mit der Punta Alegre Sugar zur später als Bangor Punta Corporation bezeichneten Gesellschaft und er wurde Chairman of the Board. Nicolas Salgo blieb bis 1973 in diesem Unternehmen, bis er auf Grund von Differenzen in der weiteren Ausrichtung des Unternehmens Bangor Punta verließ und seine Anteile verkaufte.
1960 war er Mitgründer und Partner der Watergate Improvement Associates, die den Bau des Watergate-Gebäudekomplexes in Washington D.C. initiierte und leitete. 1977 war er am Erwerb des Komplexes für 49 Millionen Dollar beteiligt und war von 1977 bis 1983 Chairman des Unternehmens Watergate Companies. Von 1966 bis 1980 war er Miteigentümer und Präsident der ZX Ranch in Paisley (Oregon).
Unter der Präsidentschaft von Ronald Reagan war der starke Unterstützer der Republikanischen Partei (1988 spendete er 503.263 US-Dollar) ab 1982 Berater der United States Information Agency und ab Mai 1983 Mitglied der International Private Enterprise Task Force. Im September 1983 ging sein lange gehegter Wunsch in Erfüllung und er wurde für die Position des US-Botschafters in Ungarn nominiert. Nach seiner Bestätigung durch den Senat war er vom 23. November 1983 bis zum 1. August 1986 Botschafter in Budapest. Während dieser Zeit beauftragte er privat den Künstler Imre Varga mit der Schaffung eines Denkmals für Raoul Wallenberg, den Retter ungarischer Juden, in Budapest. Dieses wurde 1987 aufgestellt. Danach arbeitete er weiter im Bereich des Außenministeriums. Von 1987 bis 1988 war er für die Grundstücksverhandlungen mit der DDR für den Bau der Botschaft beauftragt, danach war er in den Bau der Moskauer Botschaft involviert. Im September 1989 wurde er von Präsident George Bush zum Sonderbotschafter für Grundstücksfragen ernannt. In dieser Position verhandelte er mit den Regierungen von Bulgarien, Israel, China sowie den 14 Nachfolgestaaten der Sowjetunion über Grundstücke für Botschaften und Konsulate. Eine Nominierung zum Botschafter in Schweden wurde 1992 vom Senat abgelehnt. Mit dem Ende der Präsidentschaft von George Bush 1993 endete auch seine Botschaftertätigkeit. 1992 erhielt er die National Intelligence Distinguished Service Medal.
In der Folge widmete er sich vor allem seiner 1991 gegründeten Stiftung Salgo Trust for Education. Die Stiftung ist im Besitz der größten Sammlung ungarischer Kunst außerhalb Ungarns. Die Stücke der Sammlung sind in den verschiedensten Ausstellungen und Museen in den Vereinigten Staaten und weltweit zu sehen.
1982 initiierte er den Lehrstuhl für Amerikanistik an der Eötvös-Loránd-Universität in Budapest. Dies war damals der erste derartige Lehrstuhl im damaligen Ostblock.
1953 erhielt Nicolas M. Salgo die amerikanische Staatsbürgerschaft. Er war zweimal verheiratet. Aus seiner ersten Ehe mit Marika Noren hat er einen Sohn und eine Tochter. In seiner zweiten Ehe war er mit Josseline de Ferron verheiratet.